# DSPE
DSPE（Dead Solid Perfect Entertainment）は、2020年3月にレギュラーツアーでの活躍を目指す女子ゴルファー30名を支援するプロジェクトとしてスタート。

## 概要
2020年3月、レギュラーツアーでの活躍を目指す女子ゴルファー30名を支援するプロジェクト「DSPE（Dead Solid Perfect Entertainment）」がスタート。
JLPGAの制度改定に伴い、今年度からプロテスト未合格者はレギュラーツアー、ステップアップツアーに出場できなくなってしまい、過酷な環境下で夢に向かって挑戦を続ける選手たちに必要な「技術向上に繋がる環境を」をDSPEは提供し、選手たちの活動をサポートしています。
30名の選手たちは、DSPEが主催する月例競技会（年12試合）に参戦し、その腕を競います。
月例競技会やひたむきに練習に打ち込むメンバーの模様はDSPE WEB等で発信しています。

## メンバー
| 名前                           | 生年月日（年齢）       |
| ------------------------------ | ---------------------- |
| 逢澤菜央 （あいざわ なお）     | 1998年3月19日（26歳）  |
| 新真菜弥 （あたらし まなみ）   | 1999年1月29日（26歳）  |
| 安藤京佳 （あんどう きょうか） | 1997年12月20日（27歳） |
| 飯田真梨 （いいだ まり）       | 1995年4月26日（29歳）  |
| 石川茉友夏 （いしかわ まゆか） | 2000年7月12日（24歳）  |
| 小澤美奈瀬 （おざわ みなせ）   | 1992年2月6日（33歳）   |
| 識西諭里 （おにし ゆり）       | 1997年4月16日（27歳）  |
| 小野星奈 （おの せいな）       | 1996年12月26日（28歳） |
| 小林瑞季 （こばやし みずき）   | 1995年8月21日（29歳）  |
| 今綾奈 （こん あやな）         | 1998年4月20日（26歳）  |
| 齊藤妙 （さいとう たえ）       | 2000年12月1日（24歳）  |
| 柴田香奈 （しばた かな）       | 1996年7月8日（28歳）   |
| 四村彩也香 （しむら さやか）   | 1999年10月28日（25歳） |
| 須江唯加 （すえ ゆいか）       | 1999年7月20日（25歳）  |
| 鈴木絢賀 （すずき あやか）     | 1994年8月4日（30歳）   |
| 瀬賀百花 （せが ももか）       | 1999年1月22日（26歳）  |
| 五月女栞雛 （そうとめ しひな） | 1999年9月8日（25歳）   |
| 高野あかり （たかの あかり）   | 1996年1月31日（29歳）  |
| 立浦琴奈 （たてうら ことな）   | 1998年8月28日（26歳）  |
| 田邉美莉 （たなべ みり）       | 1996年7月29日（28歳）  |
| 谷本純菜 （たにもと じゅんな） | 1997年11月22日（27歳） |
| 鍋島海良 （なべしま かいら）   | 1999年6月12日（25歳）  |
| 成澤祐美 （なりさわ ゆみ）     | 1997年11月21日（27歳） |
| 西山沙也香 （にしやま さやか） | 1997年6月19日（27歳）  |
| 乗富結 （のりとみ ゆい）       | 1997年9月19日（27歳）  |
| 平塚新夢 （ひらつか あむ）     | 2000年1月4日（25歳）   |
| 夫馬菜月 （ふま なつき）       | 1992年6月14日（32歳）  |
| 松原果音 （まつばら かのん）   | 1999年7月3日（25歳）   |
| 山口史恩 （やまぐち みおん）   | 1999年12月21日（25歳） |